# 2009-es Formula–1 magyar nagydíj
A magyar nagydíj volt a 2009-es Formula–1 világbajnokság tizedik futama, amelyet 2009. július 24. és július 26. között rendeztek meg a magyarországi Hungaroringen, Mogyoródon. Ez volt a 24. Formula–1-es futam Magyarországon.

## Szabadedzések

### Első szabadedzés
A magyar nagydíj első szabadedzését július 24-én, pénteken tartották. Az első helyet a tavalyi győztes Heikki Kovalainen szerezte meg Nico Rosberg előtt. A két évvel ezelőtti győztes Lewis Hamilton harmadik lett.
| Helyezés | Név                  | Csapat/Motor         | Elért idő | Különbség | Futott kör |
| -------- | -------------------- | -------------------- | --------- | --------- | ---------- |
| 1        | Heikki Kovalainen    | McLaren-Mercedes     | 1:22.278  |           | 21         |
| 2        | Nico Rosberg         | Williams-Toyota      | 1:22.337  | + 0.059   | 27         |
| 3        | Lewis Hamilton       | McLaren-Mercedes     | 1:22.554  | + 0.276   | 20         |
| 4        | Mark Webber          | Red Bull-Renault     | 1:22.615  | + 0.337   | 21         |
| 5        | Nakadzsima Kazuki    | Williams-Toyota      | 1:22.619  | + 0.341   | 25         |
| 6        | Jarno Trulli         | Toyota               | 1:22.705  | + 0.427   | 17         |
| 7        | Kimi Räikkönen       | Ferrari              | 1:22.796  | + 0.518   | 23         |
| 8        | Felipe Massa         | Ferrari              | 1:22.855  | + 0.577   | 25         |
| 9        | Fernando Alonso      | Renault              | 1:23.001  | + 0.723   | 28         |
| 10       | Jenson Button        | Brawn-Mercedes       | 1:23.130  | + 0.852   | 25         |
| 11       | Robert Kubica        | BMW Sauber           | 1:23.146  | + 0.868   | 24         |
| 12       | Nick Heidfeld        | BMW Sauber           | 1:23.154  | + 0.876   | 23         |
| 13       | Rubens Barrichello   | Brawn-Mercedes       | 1:23.209  | + 0.931   | 24         |
| 14       | Timo Glock           | Toyota               | 1:23.234  | + 0.956   | 30         |
| 15       | Sebastian Vettel     | Red Bull-Renault     | 1:23.283  | + 1.005   | 25         |
| 16       | Giancarlo Fisichella | Force India-Mercedes | 1:23.484  | + 1.206   | 20         |
| 17       | Nelson Piquet Jr.    | Renault              | 1:23.678  | + 1.400   | 22         |
| 18       | Adrian Sutil         | Force India-Mercedes | 1:23.845  | + 1.567   | 18         |
| 19       | Sébastien Buemi      | Toro Rosso-Ferrari   | 1:23.998  | + 1.720   | 37         |
| 20       | Jaime Alguersuari    | Toro Rosso-Ferrari   | 1:24.228  | + 1.950   | 42         |

### Második szabadedzés
A magyar nagydíj második szabadedzését július 24-én, pénteken délután tartották. Az első Lewis Hamilton, a második Heikki Kovalainen, a harmadik Nico Rosberg lett.
| Helyezés | Név                  | Csapat/Motor         | Elért idő | Különbség | Futott kör |
| -------- | -------------------- | -------------------- | --------- | --------- | ---------- |
| 1        | Lewis Hamilton       | McLaren-Mercedes     | 1:22.079  |           | 36         |
| 2        | Heikki Kovalainen    | McLaren-Mercedes     | 1:22.126  | +0.047    | 36         |
| 3        | Nico Rosberg         | Williams-Toyota      | 1:22.154  | + 0.074   | 47         |
| 4        | Mark Webber          | Red Bull-Renault     | 1:22.369  | + 0.290   | 29         |
| 5        | Nakadzsima Kazuki    | Williams-Toyota      | 1:22.426  | + 0.347   | 40         |
| 6        | Sebastian Vettel     | Red Bull-Renault     | 1:22.550  | + 0.471   | 30         |
| 7        | Rubens Barrichello   | Brawn-Mercedes       | 1:22.641  | + 0.562   | 38         |
| 8        | Jarno Trulli         | Toyota               | 1:22.663  | + 0.584   | 28         |
| 9        | Nick Heidfeld        | BMW Sauber           | 1:22.690  | + 0.611   | 43         |
| 10       | Timo Glock           | Toyota               | 1:22.751  | + 0.672   | 45         |
| 11       | Kimi Räikkönen       | Ferrari              | 1:22.763  | + 0.684   | 38         |
| 12       | Fernando Alonso      | Renault              | 1:22.793  | + 0.714   | 37         |
| 13       | Jenson Button        | Brawn-Mercedes       | 1:22.806  | + 0.727   | 42         |
| 14       | Robert Kubica        | BMW Sauber           | 1:22.870  | + 0.791   | 36         |
| 15       | Nelson Piquet Jr.    | Renault              | 1:22.927  | + 0.848   | 36         |
| 16       | Adrian Sutil         | Force India-Mercedes | 1:22.978  | + 0.899   | 28         |
| 17       | Giancarlo Fisichella | Force India-Mercedes | 1:23.029  | + 0.950   | 39         |
| 18       | Felipe Massa         | Ferrari              | 1:23.156  | + 1.077   | 32         |
| 19       | Sébastien Buemi      | Toro Rosso-Ferrari   | 1:23.176  | + 1.097   | 45         |
| 20       | Jaime Alguersuari    | Toro Rosso-Ferrari   | 1:23.942  | + 1.863   | 40         |

### Harmadik szabadedzés
A magyar nagydíj harmadik szabadedzését július 25-én, szombaton délelőtt tartották. Az első Lewis Hamilton, a második Nick Heidfeld, a harmadik Nico Rosberg lett.
| Helyezés | Név                  | Csapat/Motor         | Elért idő | Különbség | Futott kör |
| -------- | -------------------- | -------------------- | --------- | --------- | ---------- |
| 1        | Lewis Hamilton       | McLaren-Mercedes     | 1:21.009  |           | 19         |
| 2        | Nick Heidfeld        | BMW Sauber           | 1:21.408  | + 0.399   | 23         |
| 3        | Nico Rosberg         | Williams-Toyota      | 1:21.509  | + 0.500   | 21         |
| 4        | Heikki Kovalainen    | McLaren-Mercedes     | 1:21.655  | + 0.646   | 20         |
| 5        | Sébastien Buemi      | Toro Rosso-Ferrari   | 1:21.800  | + 0.791   | 23         |
| 6        | Timo Glock           | Toyota               | 1:21.849  | + 0.840   | 12         |
| 7        | Felipe Massa         | Ferrari              | 1:21.911  | + 0.902   | 19         |
| 8        | Nakadzsima Kazuki    | Williams-Toyota      | 1:21.935  | + 0.926   | 19         |
| 9        | Mark Webber          | Red Bull-Renault     | 1:21.936  | + 0.927   | 16         |
| 10       | Sebastian Vettel     | Red Bull-Renault     | 1:21.971  | + 0.962   | 21         |
| 11       | Robert Kubica        | BMW Sauber           | 1:22.076  | + 1.067   | 20         |
| 12       | Jarno Trulli         | Toyota               | 1:22.097  | + 1.088   | 25         |
| 13       | Rubens Barrichello   | Brawn-Mercedes       | 1:22.101  | + 1.092   | 22         |
| 14       | Nelson Piquet Jr.    | Renault              | 1:22.210  | + 1.201   | 17         |
| 15       | Kimi Räikkönen       | Ferrari              | 1:22.270  | + 1.261   | 20         |
| 16       | Fernando Alonso      | Renault              | 1:22.274  | + 1.265   | 19         |
| 17       | Jenson Button        | Brawn-Mercedes       | 1:22.312  | + 1.303   | 22         |
| 18       | Jaime Alguersuari    | Toro Rosso-Ferrari   | 1:22.391  | + 1.382   | 20         |
| 19       | Giancarlo Fisichella | Force India-Mercedes | 1:22.684  | + 1.675   | 23         |
| 20       | Adrian Sutil         | Force India-Mercedes | 1:23.231  | + 2.222   | 16         |

## Időmérő edzés
A magyar nagydíj időmérő edzését július 25-én, szombaton futották. Massa súlyos balesetet szenvedett a második rész végén.

### Első rész
Az élen sokáig Kimi Räikkönen állt, de a finnt végül többen megelőzték, köztük a hétvége addigi legjobb idejét produkáló Nico Rosberg (1:20.793). Minden idők legfiatalabb Formula–1-es versenyzője, az újonc Jaime Alguersuari nem autózott túl jó időket, ráadásul pár perccel a szakasz vége előtt a Toro Rosso felmondta a szolgálatot, így a spanyol kiesett. Az utolsó helyen záró Alguersuarin kívül Nick Heidfeld, Giancarlo Fisichella, Adrian Sutil és Robert Kubica számára ért véget húsz perc után az időmérő.

### Második rész
A második szakaszban Fernando Alonso 1:20.826-os idejével sokáig az élen állt, de egy perccel a leintés előtt a riválisok sorra kezdték el autózni a gyorsabbnál gyorsabb köröket. A legjobb időt végül Mark Webber érte el – az ausztrál 1:20.358-cal megnyerte a második menetet.
Alonso viszonylagos jó szereplése egyébként rossz hír csapattársának, Nelsinho Piquet-nek, mivel a Renault két pilótája ugyanazzal a technikával versenyez ezen a hétvégén, és a fiatal brazilt csak egy jó eredmény menthetné meg attól, hogy kirúgják az istállótól. Piquet ehhez képest az utolsó helyen zárt, s rajta kívül Sébastien Buemi, Jarno Trulli, Rubens Barrichello és Timo Glock sem jutott be a Q3-ba.
Kevéssel a Q2 vége előtt Felipe Massa a 4-es kanyarnál nagy sebességgel a gumifalba csapódott. Első látásra úgy tűnt, hogy a Ferrariban beragadt a gáz, de a lassításon jól lehetett látni, hogy a kanyar felé közeledve egy Barrichello autójáról lepattanó rugó eltalálta Massa fejét, aminek következtében a brazil elájult.
Massát mentőautóval szállították a pályakórházba – a Ferrari pilótája itt tért magához.  Ezután, a 28 éves versenyzőt súlyos, életveszélyes állapotban szállították a Honvéd Kórház intenzív osztályára, ahol még szombat délután megoperálták.

### Harmadik rész
A gumifal helyreállítása miatt 20 perces késéssel kezdődött a kvalifikáció harmadik szakasza. A Q1-ben is magabiztosan versenyző Rosberg kevéssel a vége előtt még az élen állt, végül azonban Fernando Alonso végzett az élen.
A rajtsorrendre komikus módon derült fény: az időmérő rendszer adatközlésének meghibásodása miatt a pilóták egymástól kérdezgették, ki mennyit ment – végül csak percek múlva lett hivatalos, hogy a kétszeres spanyol világbajnok zárt az élen.

### Az edzés végeredménye
| Helyezés | Versenyző            | Csapat/Motor         | 1. rész  | 2. rész  | 3. rész    |
| -------- | -------------------- | -------------------- | -------- | -------- | ---------- |
| 1        | Fernando Alonso      | Renault              | 1:21.313 | 1:20.826 | 1:21.569   |
| 2        | Sebastian Vettel     | Red Bull-Renault     | 1:21.178 | 1:20.604 | 1:21.607   |
| 3        | Mark Webber          | Red Bull-Renault     | 1:20.964 | 1:20.358 | 1:21.741   |
| 4        | Lewis Hamilton       | McLaren-Mercedes     | 1:20.842 | 1:20.465 | 1:21.839   |
| 5        | Nico Rosberg         | Williams-Toyota      | 1:20.793 | 1:20.862 | 1:21.890   |
| 6        | Heikki Kovalainen    | McLaren-Mercedes     | 1:21.659 | 1:20.807 | 1:22.095   |
| 7        | Kimi Räikkönen       | Ferrari              | 1:21.500 | 1:20.647 | 1:22.468   |
| 8        | Jenson Button        | Brawn-Mercedes       | 1:21.471 | 1:20.707 | 1:22.511   |
| 9        | Nakadzsima Kazuki    | Williams-Toyota      | 1:21.407 | 1:20.570 | 1:22.835   |
| 10       | Felipe Massa         | Ferrari              | 1:21.420 | 1:20.823 | Idő nélkül |
| 11       | Sébastien Buemi      | Toro Rosso-Ferrari   | 1:21.571 | 1:21.002 |            |
| 12       | Jarno Trulli         | Toyota               | 1:21.416 | 1:21.082 |            |
| 13       | Rubens Barrichello   | Brawn-Mercedes       | 1:21.558 | 1:21.222 |            |
| 14       | Timo Glock           | Toyota               | 1:21.584 | 1:21.242 |            |
| 15       | Nelson Piquet Jr.    | Renault              | 1:21.278 | 1:21.389 |            |
| 16       | Nick Heidfeld        | BMW Sauber           | 1:21.738 |          |            |
| 17       | Giancarlo Fisichella | Force India-Mercedes | 1:21.807 |          |            |
| 18       | Adrian Sutil         | Force India-Mercedes | 1:21.868 |          |            |
| 19       | Robert Kubica        | BMW Sauber           | 1:21.901 |          |            |
| 20       | Jaime Alguersuari    | Toro Rosso-Ferrari   | 1:22.359 |          |            |

## Futam

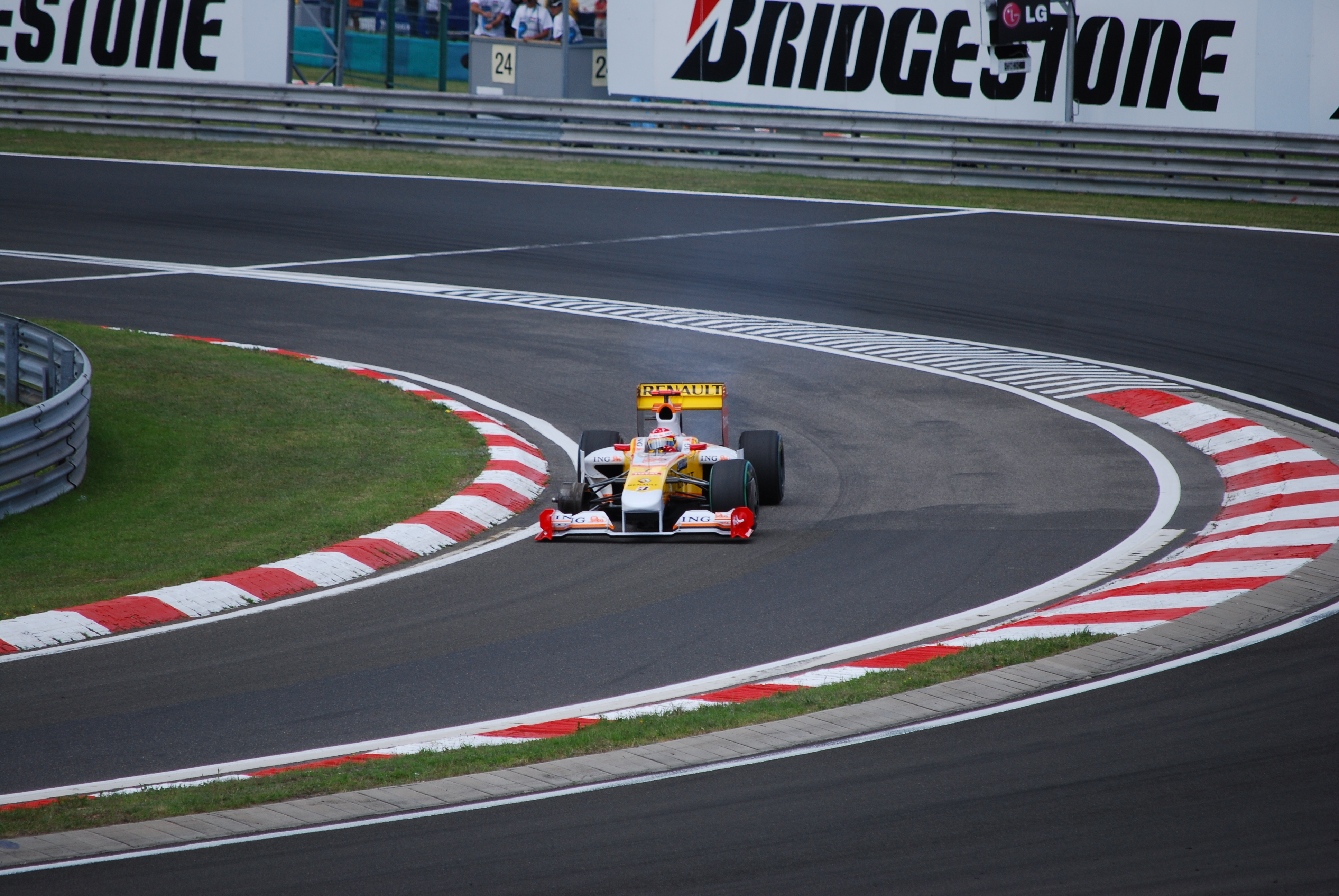
Alonso jobb első kereke leszakadása után a boxba hajt

A magyar nagydíj futama július 26-án, vasárnap, közép-európai idő szerint 14:00 órakor rajtolt.
Alonso jól rajtolt, és az első boxkiállásig vezetett, de akkor (ugyanúgy mint három éve) rosszul szerelték fel a jobb első kerekét, ami már a kiállás utáni első körben leesett. Alonso ezután feladta a versenyt. Csapatát, a Renault-t a következő versenyről eltiltották, (majd a büntetést 50 ezer dollárra enyhítették) mivel Alonso rosszul rögzített kereke balesetveszélyes volt.
A vezetést Lewis Hamilton vette át, és a boxkiállásokat kivéve végig vezetve nyerte meg a futamot, ezzel megszerezte saját maga és csapata első idei győzelmét. A második a ferraris Kimi Räikkönen lett, a dobogó első két foka így az előző két év erőviszonyaira emlékeztetett. A vb-esélyesek közül csak a harmadik Mark Webber ért el komolyabb eredményt, mert Jenson Button csak a hetedik lett, Vettel a felfüggesztés hibája miatt kiesett, Rubens Barrichello szintén nem szerzett pontot, a 10. lett.

A futamon bemutatkozott az újonc Jaime Alguersuari, akit Sébastien Bourdais helyére szerződtettek a Toro Rossónál. Ő az időmérőn műszaki hiba miatt csak az utolsó lett, a futamon viszont csapattársa, Sébastien Buemi előtt a 15. helyen ért célba.
| Helyezés | Rajtszám | Versenyző            | Csapat/Motor         | Futott kör | Idő/Kiesés oka | Rajthely | Pont |
| -------- | -------- | -------------------- | -------------------- | ---------- | -------------- | -------- | ---- |
| 1        | 1‡       | Lewis Hamilton       | McLaren-Mercedes     | 70         | 1h38:23,876    | 4        | 10   |
| 2        | 4‡       | Kimi Räikkönen       | Ferrari              | 70         | + 11,529       | 7        | 8    |
| 3        | 14       | Mark Webber          | Red Bull-Renault     | 70         | + 16,886       | 3        | 6    |
| 4        | 16       | Nico Rosberg         | Williams-Toyota      | 70         | + 26,967       | 5        | 5    |
| 5        | 2‡       | Heikki Kovalainen    | McLaren-Mercedes     | 70         | + 34,392       | 6        | 4    |
| 6        | 10       | Timo Glock           | Toyota               | 70         | + 35,237       | 13       | 3    |
| 7        | 22       | Jenson Button        | Brawn-Mercedes       | 70         | + 55,088       | 8        | 2    |
| 8        | 9        | Jarno Trulli         | Toyota               | 70         | + 1:08,172     | 11       | 1    |
| 9        | 17       | Nakadzsima Kazuki    | Williams-Toyota      | 70         | + 1:08,774     | 9        |      |
| 10       | 23       | Rubens Barrichello   | Brawn-Mercedes       | 70         | + 1:09,256     | 12       |      |
| 11       | 6        | Nick Heidfeld        | BMW Sauber           | 70         | + 1:10,612     | 15       |      |
| 12       | 8        | Nelson Piquet Jr.    | Renault              | 70         | + 1:11,512     | 14       |      |
| 13       | 5        | Robert Kubica        | BMW Sauber           | 70         | + 1:14,046     | 18       |      |
| 14       | 21       | Giancarlo Fisichella | Force India-Mercedes | 69         | + 1 kör        | 16       |      |
| 15       | 11       | Jaime Alguersuari    | Toro Rosso-Ferrari   | 69         | + 1 kör        | 19       |      |
| 16       | 12       | Sébastien Buemi      | Toro Rosso-Ferrari   | 69         | + 1 kör        | 10       |      |
| Ki       | 15       | Sebastian Vettel     | Red Bull-Renault     | 29         | Felfüggesztés  | 2        |      |
| Ki       | 7        | Fernando Alonso      | Renault              | 15         | Üzemanyagpumpa | 1        |      |
| Ki       | 20       | Adrian Sutil         | Force India-Mercedes | 1          | Motorhiba      | 17       |      |
| NI       | 3‡       | Felipe Massa         | Ferrari              | 0          | Sérült         |          |      |

* A ‡-tel jelzett versenyzők használták a KERS-t.

## A világbajnokság állása a verseny után
| H   | Versenyzők         | Pont | H   | Konstruktőrök        | Pont |
| --- | ------------------ | ---- | --- | -------------------- | ---- |
| 1.  | Jenson Button      | 70   | 1.  | Brawn-Mercedes       | 114  |
| 2.  | Mark Webber        | 51,5 | 2.  | Red Bull-Renault     | 98,5 |
| 3.  | Sebastian Vettel   | 47   | 3.  | Ferrari              | 40   |
| 4.  | Rubens Barrichello | 44   | 4.  | Toyota               | 38,5 |
| 5.  | Nico Rosberg       | 25,5 | 5.  | McLaren-Mercedes     | 28   |
| 6.  | Jarno Trulli       | 22,5 | 6.  | Williams-Toyota      | 25,5 |
| 7.  | Felipe Massa       | 22   | 7.  | Renault              | 13   |
| 8.  | Lewis Hamilton     | 19   | 8.  | BMW Sauber           | 8    |
| 9.  | Kimi Räikkönen     | 18   | 9.  | Toro Rosso-Ferrari   | 5    |
| 10. | Timo Glock         | 16   | 10. | Force India-Mercedes | 0    |

## Statisztikák
Vezető helyen:
- Fernando Alonso: 11 (1-11)
- Lewis Hamilton: 58 (12-20 / 22-70)
- Heikki Kovalainen: 1 (21)

Lewis Hamilton 10. győzelme, Fernando Alonso 18. pole-pozíciója, Mark Webber 1. leggyorsabb köre.
- McLaren 163. győzelme.

Nelson Piquet utolsó, Jaime Alguersuari első versenye.